# ماثيو لوك
ماثيو لوك (بالإنجليزية: Matthew Locke)‏ هو عسكري أسترالي، ولد في 16 مارس 1974 في Bellingen, New South Wales ‏ في أستراليا، وتوفي في 25 أكتوبر 2007 في ترين كوت في أفغانستان.